# Astragalus dilutus
Astragalus dilutus es una especie de planta del género Astragalus, de la familia de las leguminosas, orden Fabales.

## Distribución
Astragalus dilutus se distribuye por China (Xinjiang), Mongolia y Siberia (Altái y Tuvá).

## Taxonomía
Fue descrita científicamente por Bunge. Fue publicada en Index Seminum 7 (1840).
Sinonimia
- Astragalus diluta (Bunge) Kuntze